# Nefrotoxicitat
La nefrotoxicitat (del grec:nephros = ronyó) és la toxicitat exercida sobre els ronyons, òrgans la integritat funcional dels qualsés essencial per al manteniment de l'homeòstasi corporal dels éssers humans. Això cal pel seu paper primordial en funcions tan essencials com l'excreció de les deixalles metabòliques, la regulació del volum de líquid extracel·lular, la composició d'electròlits i l'equilibri acidobàsic. A més, els ronyons sintetitzen hormones, com ara renina i l'eritropoetina, i metabolitzen la vitamina D3.
Els ronyons són, amb freqüència, òrgans diana de molts agents tòxics que provoquen pertorbacions en el seu comportament fisiològic, que poden ocasionar lesions greus. No obstant això aquests òrgans disposen de diversos mecanismes de desintoxicació i tenen reserva funcional i capacitat de  regeneració considerables.

## Causes de la sensibilitat del ronyó als agents tòxics
Per les seves característiques, els ronyons entren en contacte amb una gran quantitat de fàrmacs i substàncies químiques que circulen per la sang. Els processos que intervenen en la concentració de l'orina serveixen també per a concentrar els tòxics, que arriben finalment al líquid tubular, ja que afavoreixen la seva penetració per difusió passiva a través de les cèl·lules tubulars. Per tant, pot passar que un agent químic la concentració del qual no arriba a ser tòxica al plasma sanguini arribi a concentracions tòxiques en els ronyons. Finalment el transport, el dipòsit i el metabolisme dels xenobiòtics contribueixen notablement a la predisposició del ronyó per patir lesions tòxiques.

## Agents nefrotòxics específics
Rep el nom d'agent nefrotòxic tota estructura química que situada en el sistema renal, és capaç de produir pertorbacions i desequilibris en els seus aspectes morfològics i fisiològics que condueixen a lesió de l'òrgan.
Hi ha molts fàrmacs, substàncies químiques ambientals i metalls és que poden causar nefrotoxicitat i lesions de localització específica, podent causar insuficiència renal aguda (IRA) o altres tipus de patologia, amb conseqüències molt variables, que van des de la recuperació completa fins a l'aparició de lesions renals permanents que poden obligar a tractaments de diàlisi o de trasplantament del ronyó.
- Fàrmacs.[6]
  - Analgèsics i antiinflamatoris no esteroidals. Són exemples representatius l'aspirina i la indometacina, que s'associen a tres tipus de processos nefrotòxics:
    - Insuficiència renal aguda, produïda a les poques hores de la ingesta de grans dosis.
    - Nefropatia analgèsica, crònica i irreversible.
    - Nefritis intersticial, en la qual la funció renal es recupera en un termini d'1 a 3 mesos.

  - Antibiòtics, com la cefalosporina i tetraciclina. En general els antimicrobians produeixen toxicitat renal per diversos mecanismes, com és el descens del flux sanguini renal, nefritis intersticial, necrosi tubular aguda, síndrome de Fanconi, glomerulonefritis per hipersensibilitat, etc.
  - Antineoplàstics, com el cisplatí. Durant alguns anys es va utilitzar com a agent antineoplàstic per al tractament de tumors cancerosos, d'úter i de testicles, però les seves aplicacions clíniques es van veure limitades per la seva nefrotoxicitat.
  - Contrastos radiològics, com el iode hipuramat, utilitzat per visualitzar imatges dels teixits, en determinats estudis radiològics.
  - Immunosupressors, com la ciclosporina A, que permet dur a terme el trasplantament d'òrgans amb cert èxit, malgrat la seva nefropatoxicitat i altres efectes secundaris.
- Compostos mediambientals.[6]

1. Hidrocarburs halogenats usats com herbicida
2. Metalls pesants (destaquen mercuri, fonamentalment la forma orgànica, i el cadmi)[7]
3. Micotoxines
4. Dissolvents orgànics (com la gasolina i el tricloroetilè).

## Valoració de la nefrotoxicitat
Els estudis de validació de la nefrotoxicitat que s'efectuen en animals d'experimentació consisteixen en la valoració fisiopatològica dels ronyons després del tractament i són crucials per identificar el lloc de la lesió nefrotóxica, així com la naturalesa i gravetat d'aquesta. Aquests estudis, que han d'incloure l'anàlisi d'orina, la serologia clínica, l'estudi  histopatològic, permetran conèixer els efectes funcionals i morfològics que va produir la substància química sobre els ronyons.